# 安河畔巴雷西亚
安河畔巴雷西亚（法語：Barésia-sur-l'Ain，法語發音：[baʁezja syʁ lɛ̃]）是法国汝拉省的一个市镇，位于该省中南部，安河左岸，属于隆斯勒索涅区。

## 地理
安河畔巴雷西亚（46°32'57"N, 5°42'41"E）面积9.39 平方千米，位于法国勃艮第-弗朗什-孔泰大區汝拉省，该省份为法国东部内陆省份，北起上索恩省，西北接科多尔省，西临索恩-卢瓦尔省，南至安省，东与杜省和瑞士接壤。
与安河畔巴雷西亚接壤的市镇（或旧市镇、城区）包括：布瓦西亚、克莱尔沃莱拉克、夸龙、拉尔吉莱马尔索奈、蓬德普瓦特、苏西亚、图瓦里亚、拉图迪梅。

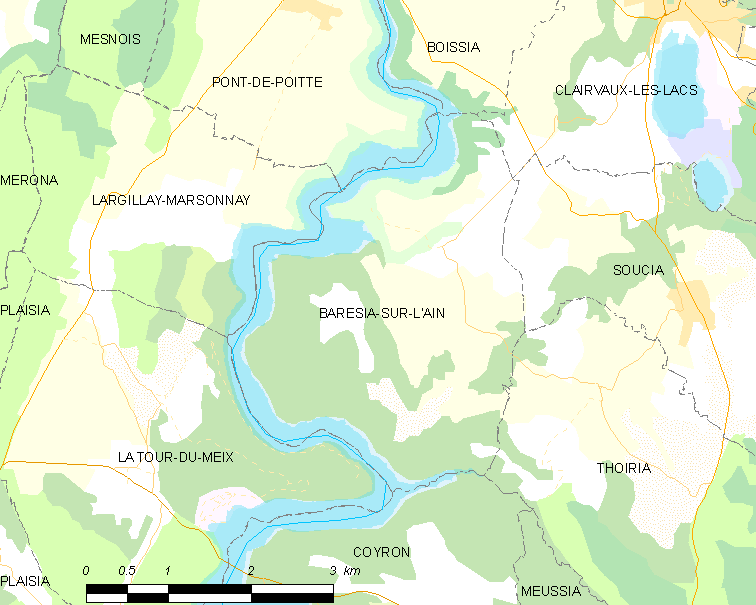
安河畔巴雷西亚的OSM定位图

安河畔巴雷西亚的时区为UTC+01:00、UTC+02:00（夏令时）。

## 行政
安河畔巴雷西亚的邮政编码为39130，INSEE市镇编码为39038。

## 政治
安河畔巴雷西亚所属的省级选区为圣洛朗昂格朗沃县。

## 人口

1962-2008年间安河畔巴雷西亚人口变化图示

安河畔巴雷西亚于2022年1月1日时的人口数量为154人。